# Syllepte nyanzana
Syllepte nyanzana là một loài bướm đêm trong họ Crambidae.